# Mariners Apartment Complex
Mariners Apartment Complex (englisch für „Mariners Wohnanlage“) ist ein Lied der US-amerikanischen Popsängerin Lana Del Rey. Das Stück ist die erste Singleauskopplung aus ihrem sechsten Studioalbum Norman Fucking Rockwell!

## Entstehung und Artwork
Geschrieben wurde das Lied von Lana Del Rey, in Zusammenarbeit mit dem US-amerikanischen Musiker Jack Antonoff. Die Instrumentalisierung (Mellotron, Piano, Synthesizer und Zwölfsaitige Gitarre) sowie die Produktion tätigte ebenfalls Antonoff, bei der Produktion stand ihm Del Rey als Koproduzentin zur Seite. Die technische Betreuung während der Produktion erfolgte unter der Leitung von Laura Sisk. Die Single wurde unter den Musiklabels Interscope Records und Polydor veröffentlicht, durch Ducky Donath Music, EMI Music Publishing und Sony/ATV Songs verlegt sowie durch Universal Music Publishing vertrieben.
Das Cover der Maxi-Single zeigt Del Reys Oberkörper, vor dem Hintergrund von Koniferen. Sie hat den Blick geradeaus Richtung Kamera gerichtet und trägt ein weißes T-Shirt. Auf dem Shirt ist – in schwarz-weiß – eine Frau mit durchsichtigen Negligé zu sehen. Ihr Gesicht und Bauch sind mit Hilfe von zwei schwarze Balken, die die Aufschriften „Venice“ und „Bitch“ beinhalten, überdeckt.

## Veröffentlichung und Promotion
Die Erstveröffentlichung von Mariners Apartment Complex erfolgte als Einzeldownload am 12. September 2018. Seine Premiere feierte das Stück in der BBC-Radio-1-Show Hottest Record in the World. Erstmals beworben hatte Del Rey die Single fünf Tage vor der Veröffentlichung am 7. September 2018 über die sozialen Netzwerke.

## Hintergrund
In einem Interview während der BBC-Radio-1-Show Hottest Record in the World verriet Del Rey, wie das Stück entstanden sei:

“The song is about this time I took a walk late at night with a guy I was seeing, and we stopped in front his friend’s apartment complex, and he put his hand around my shoulder, and he said, “I think we are together because we’re both similar, like we’re both really messed up,” and I thought it was the saddest thing I’d ever heard. And I said, “I’m not sad, I didn’t know that’s why you thought you were relating to me on that level, I’m actually doing pretty good.” And he was upset, and that’s when I wrote the song. I thought, I had to do [that] so many times, where I had to sort of step on that role where I was showing the way and I was sort of being the brighter light. But that’s why it’s so cool that you’re playing it. ‘Cause I thought that I’d just put it out and it would be one of those things that I’d put out just to have there for myself, but it’s cool being able to share it with people too.”

„Das Lied handelt von dieser Zeit, als ich spät abends mit einem Mann, mit dem ich ausging, einen Spaziergang machte. Wir hielten vor der Wohnanlage seines Freundes an. Er legte seinen Arm um meine Schulter und sagte: ‚Ich denke, wir sind zusammen, weil wir uns ähnlich sind. Wir sind beide sehr verkorkst.‘ Ich dachte, dass wäre das traurigste, was ich je gehört hätte. Ich erwiderte: ‚Ich bin nicht traurig. Mir war nicht bewusst, dass du das mit mir in Verbindung bringst. Mir geht es eigentlich ziemlich gut.‘ Er war daraufhin verärgert und deshalb schrieb ich dann das Lied. Ich dachte, dass ich so viele Male auf eine Art die wegweisende Rolle übernahm und auf eine Art das hellere Licht war. Aber deswegen ist es so cool, dass du das Lied spielst. Ich dachte, dass ich Mariners Apartment Complex nur herausbringe und es eines der Stücke werde, welches ich nur für mich geschrieben habe. Es ist cool, in der Lage zu sein, es mit den Menschen zu teilen.)“

## Inhalt
Der Liedtext zu Mariners Apartment Complex ist in englischer Sprache verfasst. Wörtlich ins Deutsche übersetzt bedeutet der Titel so viel wie „Die Wohnanlage des Seemanns“. Die Musik und der Text wurden gemeinsam von Jack Antonoff und Lana Del Rey geschrieben beziehungsweise komponiert. Musikalisch bewegt sich das Lied im Bereich des Alternative Rocks und des Psychedelic Rocks. Das Tempo beträgt 76 Schläge pro Minute. Del Reys Stimmlage bewegt sich zwischen den Tonhöhen E3–G#4. Das Piano spielt in der Tonart A-Dur. Aufgebaut ist das Lied auf zwei Strophen, einem Refrain sowie einem Outro. Es beginnt mit der ersten Strophe, auf die ein Pre-Chorus sowie schließlich der eigentliche Refrain folgt. Der gleiche Vorgang wiederholt sich mit der zweiten Strophe, wobei der zweite Pre-Chorus dem Ersten nicht gleicht. Nach dem zweiten Refrain folgt zum Abschluss des Liedes ein Outro. Das Outro greift die Zeile „Catch a wave and take in the sweetness“ aus der zweiten Strophe auf und endet mit der sich wiederholenden Frage „Are you ready for it?“ (englisch für „Bist du dazu bereit?“).
| “You lose your way, just take my hand. You’re lost at sea, then I’ll command your boat to me again. Don’t look too far, right where you are, that’s where I am. I’m your man. I’m your man.” – Refrain, Originalauszug | „Du kommst von deinem Weg ab; greife einfach meine Hand. Du bist auf See verloren; dann kommandiere ich dein Boot wieder zu mir. Schaue nicht zu weit voraus; genau wo du bist, dort bin ich. Ich bin dein Mann. Ich bin dein Mann.“ – Refrain, Übersetzung |

## Musikvideo
Das schwarz-weiße Musikvideo zu Mariners Apartment Complex wurde am 13. Juli 2018 in Los Angeles (Vereinigte Staaten) gedreht und feierte am 12. September 2018 auf YouTube seine Premiere. Zu Beginn des Videos ist eine lange Szene eines Seegangs zu sehen. Danach sieht man Del Rey mit ihren beiden Bandmitgliedern Alexandria Kaye und Ashley Rodriguez, die mit einem Schmetterling spielen. Zwischendurch sind auch immer wieder Szenen zu sehen, in denen sich Del Rey alleine fortbewegt und das Lied singt. Man sieht sie unter anderem vor einem Highway oder auch einem Umspannwerk. Inmitten des Videos erfolgt erneut eine lange Seegang-Szene, ehe erneut Del Rey und ihrer beiden Bandmitglieder zu sehen sind. Das Video endet mit einer weiteren längeren Szene des Seegangs. Die Szenen Del Reys erinnern in ihrer Darstellungsform an einen Super-8-Film. Die Gesamtlänge des Videos beträgt 4:18 Minuten. Regie führte Del Reys jüngere Schwester Caroline „Chuck“ Grant. Bis Februar 2025 zählte das Musikvideo über 37,9 Millionen Aufrufe bei YouTube.

## Mitwirkende
| Liedproduktion - Jack Antonoff: Komponist, Liedtexter, Mellotron, Musikproduzent, Piano, Synthesizer, Zwölfsaitige Gitarre - Lana Del Rey: Gesang, Komponist, Koproduzent, Liedtexter - Laura Sisk: Toningenieur Artwork - Caroline “Chuck” Grant: Regisseur (Musikvideo) | Unternehmen - Ducky Donath Music: Verlag - EMI Music Publishing: Verlag - Interscope Records: Musiklabel - Polydor: Musiklabel - Sony/ATV Songs: Verlag - Universal Music Publishing: Vertrieb |

## Rezensionen
Brittany Spanos vom Rolling Stone ist der Meinung, dass sich das Lied wie eine „spirituelle Fortsetzung“ zu Leonard Cohens Chelsea Hotel No. 2 anfühle. Am Ende des Jahres platzierte der Rolling Stone das Lied auf Position sechs seiner „50 Best Songs of 2018“.
Lindsay Teske vom US-amerikanischen Online-Magazin Consequence of Sound beschrieb Mariners Apartment Complex als einen „delikaten und poetischen Akt der Rebellion“. Am Jahresende platzierte das Online-Magazin das Lied auf Position 29 seiner „50 Best Songs of 2018“.

## Kommerzieller Erfolg

### Chartplatzierungen
Mariners Apartment Complex erreichte in der Schweiz Position 89 der Singlecharts und konnte sich insgesamt eine Woche in den Charts halten. Im Vereinigten Königreich erreichte die Single ebenfalls in einer Chartwoche Position 79 der Charts. Einen offiziellen Charteinstieg in Deutschland verfehlte die Single, jedoch konnte sich Mariners Apartment Complex mehrere Tage in den deutschen iTunes-Tagesauswertungen platzieren und erreichte mit Position 42 seine höchste Chartnotierung am 13. September 2018. In ihrer Heimat den Vereinigten Staaten verfehlte die Single ebenfalls die offiziellen Singlecharts, allerdings platzierte sich Mariners Apartment Complex in einigen Genre-Charts. In den Billboard Alternative Digital Song Sales erreichte die Single Position sieben, in den Billboard Pop Digital Song Sales Position 13 und in den Billboard Digital Song Sales Position 42.
Für Del Rey als Interpretin ist Mariners Apartment Complex bereits der 20. Charterfolg im Vereinigten Königreich sowie der 16. in der Schweiz. Als Autorin ist es ihr 19. Charterfolg in den britischen Charts und ihr 15. in der Schweiz. Für Antonoff ist es in seiner Funktion als Autor oder Produzent der 13. Charterfolg im Vereinigten Königreich sowie der zehnte in der Schweizer Hitparade.
| ChartsChartplatzierungen     | Höchstplatzierung | Wochen |
| ---------------------------- | ----------------- | ------ |
| Schweiz (IFPI)               | 89 (1 Wo.)        | 1      |
| Vereinigtes Königreich (OCC) | 79 (1 Wo.)        | 1      |

### Auszeichnungen für Musikverkäufe
Im März 2024, über fünf Jahre nach seiner Erstveröffentlichung, erreichte Mariners Apartment Complex Platinstatus für über 70.000 verkaufte Einheiten in Australien. Im September 2023 erreichte es bereits Silberstatus im Vereinigten Königreich für über 200.000 verkaufte Einheiten.
| Land/Region                  | Auszeichnungen für Musikverkäufe (Land/Region, Auszeichnung, Verkäufe) | Verkäufe |
| ---------------------------- | ---------------------------------------------------------------------- | -------- |
| Australien (ARIA)            | Platin                                                                 | 70.000   |
| Brasilien (PMB)              | 2× Platin                                                              | 80.000   |
| Vereinigte Staaten (RIAA)    | Gold                                                                   | 500.000  |
| Vereinigtes Königreich (BPI) | Silber                                                                 | 200.000  |
| Insgesamt                    | 1× Silber · 1× Gold · 3× Platin ·                                      | 850.000  |

Hauptartikel: Lana Del Rey/Auszeichnungen für Musikverkäufe

## Trivia
Auf dem Coverbild zur Single befinden sich die Wörter „Venice“ und „Bitch“. Die Bezeichnung „Venice Bitch“ findet sich zum einen im Liedtext der ersten Bridge wieder und zum anderen erschien sechs Tage nach der Veröffentlichung von Mariners Apartment Complex eine Single mit dem Titel Venice Bitch am 18. September 2018.